# Лушники (Сумская область)
Лушники (укр. Лушники) — село, Шосткинская городская община, Шосткинский район, Сумская область, Украина.
Код КОАТУУ — 5925387307. Население по переписи 2001 года составляло 527 человек.

## Географическое положение
Село Лушники находится на левом берегу реки Осота, которая через 3 км впадает в реку Десна, выше по течению и на противоположном берегу примыкает село Чаплиевка.

## Объекты социальной сферы
- Школа.

## Религия
- Храм Рождества Пресвятой Богородицы.